# Anterhynchium dictatorium
Anterhynchium dictatorium är en stekelart som först beskrevs av Giordani Soika 1935.  Anterhynchium dictatorium ingår i släktet Anterhynchium och familjen Eumenidae. Inga underarter finns listade i Catalogue of Life.